# Geert Jan van Rooij
Geert Jan van Rooij ( Eindhoven, 30 januari 1928 - Turnhout, 24 april 2010) was een Nederlands zwemmer en ondernemer.

## Erelijst
- Nederlands record 100 meter schoolslag 19 maart 1950  1 minuut 12.2
- Eerste Nederlands record 100 meter Vlinderslag 29 maart 1953 1 minuut 10.9
- Nederlandse recordhouder 100 meter Vlinderslag  9 januari 1954  1 minuut 10.8
- Engels recordhouder 200 yards schoolslag in een tij van 2 minuut 37 tijdens Engels kampioenschap 1952